# Культова проституція

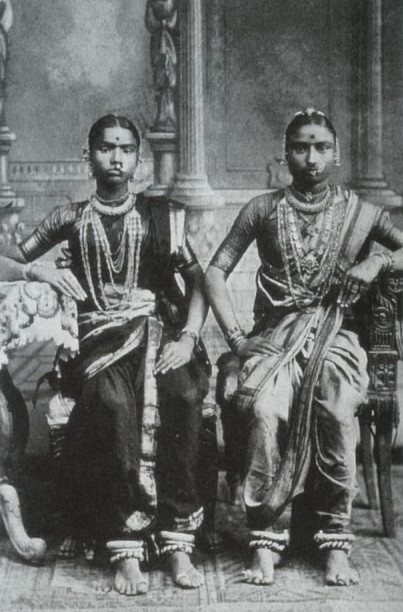
Девадасі в Індії початку XX століття

Культова (ритуальна, сакральна, храмова, релігійна, священна) проституція — культово-ритуальна практика статевого акту в релігійних цілях (найчастіше як обряд родючості), в яку входять ієрогамія або священний шлюб, і деякі освячені сексуальні ритуали.
Жінок у храмовій проституції іменували грецьким словом «ієродули». Деякі з них як жриці божества користувалися великою повагою; їх особливий статус був закріплений в законах. На Пафосі, як і в інших присвячених Афродіті храмах, обов'язково проживала група служительок-повій. Страбон нарахував в одному з храмів Коринфу понад тисячу ієродул.

## Історія
В умовах міфологізації усіх боків людського життя секс також був осмислений з релігійної точки зору. В окремих культурах він трактувався як обряд родючості, символ містичного злиття з божеством, або символ найвищого блаженства (екстаз — це і оргазм, і єднання з божеством). Жриці і жерці культів богів і богинь родючості зводилися в ранг культових фігур. Коли на зміну стародавнім культам, які відбувалися на відкритому повітрі, прийшли храми, жіноча свита бога (богів) отримала там свої приміщення, де і займалася ритуальною проституцією. 

## Стародавній Схід
В Стародавню Грецію практика храмової проституції разом з культом богині любові прийшла із Стародавнього Сходу. В Шумері були закріплені правові відмінності між звичайною повією і «надіту» (ієродулою), репутація якої охоронялася тим же законом в Кодексі Хаммурапі, який захищав добре ім'я одружених жінок. Кодекс Хаммурапі захищав майнові права «надіту», яка в Кодексі називається «сестрою бога» або «присвяченою жінкою». Кодекс Хаммурапі показує, що існували різні категорії «надіту», для позначення яких використовувалися різні назви.
Деякі сучасні історики переконані, що уявлення про значне поширення храмової проституції на Близькому Сході не засноване на фактах. Однак храмова проституція в Вавилоні описується вже «батьком історії» — Геродотом (Історія, I, 199):
 Самий же ганебний звичай у вавилонян ось який. Кожна вавилонянка одного разу в житті повинна сісти в святилище Афродіти і віддаватися [за гроші] чужинцеві. Багато жінок, пишаючись своїм багатством, вважають негідним змішуватися з [натовпом] решти жінок. Вони приїжджають в закритих возах у супроводі безлічі слуг і зупиняються біля святилища. Більшість же жінок надходить ось як: у священній ділянці Афродіти сидить безліч жінок з пов'язками з мотузяних джгутів на голові. Одні з них приходять, інші йдуть. Прямі проходи розділяють по всіх напрямках натовп чекаючих жінок. За цим-то проходах ходять чужинці і вибирають собі жінок. Сидяча тут жінка не може повернутися додому, поки який-небудь чужоземець не кине їй у поділ гроші і не з'єднається з нею за межами священної ділянки. Кинувши жінці гроші, він повинен тільки сказати: «Закликаю тебе на служіння богині Мілітта!». Міліттою ж ассирійці називають Афродіту. Плата може бути як завгодно малою. Відмовлятися брати гроші жінці не дозволено, тому що гроші ці священні. Дівчина повинна йти без відмови за першим, хто кинув їй гроші. Після парування, виконавши священний обов'язок богині, вона йде додому і потім вже ні за які гроші не посяде його вдруге. Красуні і статні дівчата скоро йдуть додому, а потворним доводиться довго чекати, поки вони зможуть виконати звичай. І дійсно, інші повинні залишатися в святилищі навіть по три-чотири роки. Подібний цьому звичай існує також в деяких місцях на Кіпрі. — Історія, I, 199
З розповіді Геродота випливає, що храмова проституція була особливо тісно пов'язана з культом богині Іштар (Астарти). В Біблії згадуються також «Кедеш», згідно з деякими трактувань (які, втім, оскаржуються) — юнаки, які віддавалися чоловікам у храмах. Якщо судити по Біблії, це була вельми поширена практика в Ханаані і на суміжних землях. Жінка-Кедеш згадується в главі 38 книги Буття (українською термін перекладають як «блудниця»). Фінікійці поширили традиції храмової проституції по берегах Середземного моря аж до Карфагена. Про існування в Фінікії культової проституції залишили свідчення історики церкви Аврелій Августин і Сократ Схоластик.

## Мезоамерика
Жіноча і чоловіча проституція процвітала також у ацтекських храмах, як про те з обуренням пише, зокрема, Діас дель Кастільйо. У ацтекському пантеоні було особливе божество, яке було покровителем ієродулам. Боротьбою з подібними «нечестивими обрядами» іспанці виправдовували знищення місцевої культури і звичаїв.

## Індія

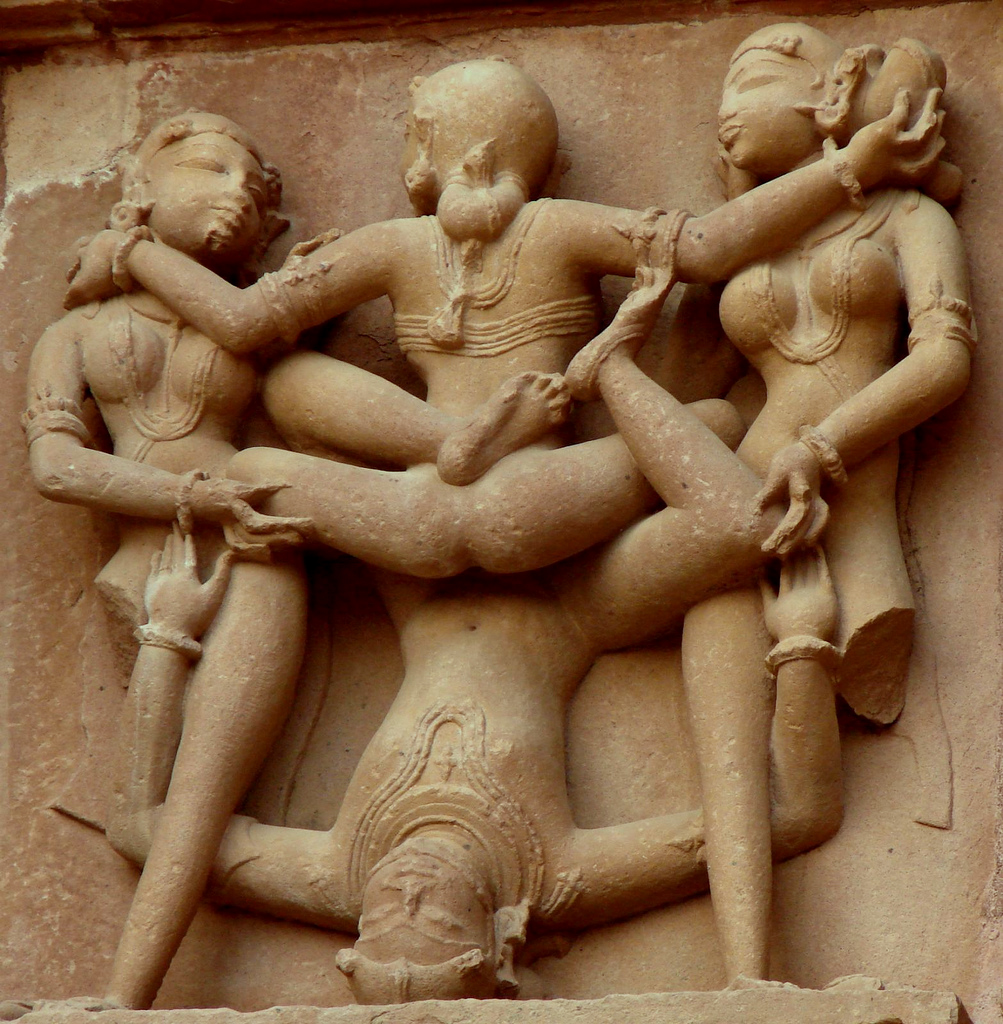
Сексуальна сцена на стіні індуїстського храму в Кхаджурахо

При багатьох індійських храмах жили дівчата-танцюристки, які вступали в статевий контакт з парафіянами з вищих каст. Індійський термін «девадасі» традиційно передається українською словом «баядерка». Практика індійської храмової проституції викликала протести борців за права людини і була офіційно оголошена поза законом у 1988 році.
Сексуальним спілкам надається велике значення не тільки в індуїзмі, а й в тантричному буддизмі. На стінах багатьох храмів божества зображені у процесі любовного сполучення (яб-юм). Злягання чоловіка і жінки сприймається як формування пари, яка втілює певні божественні сутності (див. Майтхуна).